# Симонов, Михаил Петрович
Михаи́л Петро́вич Си́монов (19 октября 1929, Ростов-на-Дону — 4 марта 2011, Москва) — советский и российский авиаконструктор, генеральный конструктор ОКБ Сухого с 1983; работая в ОКБ, принимал участие в создании бомбардировщика Су-24, штурмовика Су-25, руководил постройкой спортивных самолётов марки «Су», но более всего известен как один из главных конструкторов истребителя Су-27 и некоторых его модификаций. Герой Российской Федерации (1999).

## Биография

Памятная доска в Каменске-Шахтинском

Михаил Симонов родился 19 октября 1929 года в Ростове-на-Дону.
Родители, Симонова (Погребнова) Вера Михайловна и Симонов Пётр Васильевич, после окончания РГУ в 1933 году переехали в подмосковный посёлок Быково для учёбы отца в аспирантуре МГУ. Новый дом Симоновых находился в нескольких километрах от Быковского аэродрома и можно было наблюдать взлетающие и приземляющиеся самолёты.
В Алма-Ате, куда отца распределили после учёбы, будущий генеральный конструктор занимался в авиамодельном кружке, где построил первые модели планеров, в руки впервые попали журналы «Техника — молодежи», «Самолёт». И именно здесь впервые проявилась тяга к авиации.
Началась Великая Отечественная война. В звании лейтенанта Пётр Симонов отправился на фронт. Во время Сталинградской битвы 28 ноября 1942 года агитатор полка 66-й армии старший лейтенант Симонов был убит возле села Екатериновка Дубовского района.Похоронен в селе Оленье Дубовского района Волгоградской области.
После войны осиротевшая семья переехала в город Каменск-Шахтинский Ростовской области, где жили мамины родители. Здесь Михаил некоторое время жил и окончил с серебряной медалью (1945—1947 гг.) школу № 3. 16 октября 2014 года на здании школы была открыта мемориальная доска.

### Обучение
Михаил не мог оставить больную маму и потому вместо Московского авиационного института поступил в куда более близкий Новочеркасский политехнический институт. Специальность была далека от авиации — «проектирование и эксплуатация автомобилей». К третьему курсу стал Сталинским стипендиатом, активно занимался велосипедным спортом.
Во время учёбы послал свои документы в МАИ, получил отказ, после чего выбор пал на Казанский авиационный институт, куда и был зачислен на 4 курс.

### Работа
В 1953 году при КАИ создали поначалу планерный кружок, а потом, в 1956 году, преобразовали его в Студенческое конструкторское бюро (СКБ). Основным организатором и разработчиком стал недавний выпускник КАИ Михаил Симонов.
На базе СКБ был создан первый в стране ОКБ спортивной авиации, где Михаил был главным конструктором и одновременно инструктором и лётчиком-буксировщиком авиаспортклуба.
В ОКБ спортивной авиации под руководством Симонова (он исполнял обязанности главного конструктора и одновременно инструктора и лётчика-буксировщика авиаспортклуба) были созданы первые в СССР цельнометаллические рекордные планеры КАИ-11, КАИ-12, КАИ-14, КАИ-17, КАИ-19.
В 1969 году был переведён из Казани в Москву, назначен заместителем главного конструктора в Долгопрудненское КБ автоматики. Через девять месяцев переведён на работу в Ухтомском филиале Московского машиностроительного завода под руководством Роберта Бартини.
Ещё через несколько месяцев Симонов был назначен на должность заместителя главного конструктора в ОКБ Сухого с задачей завершить доводку фронтового бомбардировщика Су-24. Находясь на этой должности, с 1970 по 1979 год он руководил лётными испытаниями и доводкой фронтового бомбардировщика Су-24, штурмовика Су-25, с 1976 по 1979 был главным конструктором истребителя-перехватчика Су-27.
В 1979—1983 годах работал заместителем министра авиационной промышленности.
С 1983 года — Михаил Симонов генеральный конструктор «ОКБ Сухого», под его руководством созданы различные модификации Су-27. После «перестройки», когда финансирование со стороны государства уменьшилось, стал инициатором частичного перевода работы ОКБ на «коммерческие рельсы». Первоначально внебюджетные средства появились за счёт продажи за рубеж спортивных «акробатических» самолётов. Затем — после распада Советского Союза и резкого сокращения гособоронзаказа и финансирования — за рубеж (Индия, Индонезия, Малайзия, Китай и др. страны) стали поставляться и боевые самолёты.
Был ближе всех к созданию сверхзвукового бизнес-самолета.
В 1995 году возглавлял блок «Дума-96» на Выборах в Государственную думу.
Скончался 4 марта 2011 года вследствие тяжёлой болезни. Похоронен на Новодевичьем кладбище в Москве.

## Награды и звания
- Герой Российской Федерации (25 сентября 1999 года) — за мужество и героизм, проявленные при создании и испытании современной авиационной техники, и большой личный вклад в укрепление обороноспособности страны[11]
- Орден Трудового Красного Знамени
- Медаль «В память 1000-летия Казани»
- Золотая медаль имени В. Г. Шухова — за выдающийся вклад в развитие отечественного авиастроения, разработку и создание спортивных самолетов и боевых авиационных комплексов; разработку и создание спортивных самолетов и боевых авиационных комплексов
- Лауреат Ленинской премии (1976)
- Государственная премия Российской Федерации в области дизайна 1996 года (29 мая 1997 года) —  за дизайнерскую и эргономическую разработку семейства самолетов Су-27[12]
- Государственная премия Российской Федерации в области дизайна 2002 года (5 июня 2003 года) —  за дизайнерскую и эргономическую разработку модельного ряда спортивных самолетов СУ-26, СУ-29, СУ-31 и их модификаций[13]
- Доктор технических наук, профессор Московского авиационного института, действительный член Международной и Российской инженерных академий, Российской академии авиации и воздухоплавания.

## Увековечение памяти

Могила Симонова на Новодевичьем кладбище Москвы.

- 24 апреля 2014 года в Казани у главного входа в здание ОАО Научно-производственное объединение «Опытно-конструкторское бюро имени М. П. Симонова» (до 2014 года — ОАО «Опытно-конструкторское бюро „Сокол“») был открыт памятник М. П. Симонову.[14]

- 22 июля 2014 года в Москве в Конаковском проезде, где с 1988 по 2011 годы жил М. П. Симонов, была открыта мемориальная доска.[15]

## Высказывание на пресс-конференции в Лондоне
В 1992 году на международном авиакосмическом салоне Фарнборо близ Лондона состоялась пресс-конференция российской официальной делегации с участием двух генеральных конструкторов — Белякова («МиГ») и Симонова («ОКБ Сухого»). Ближе к концу конференции поднялся американский журналист и сообщил, что в России из-за либерализации розничных цен царит страшная инфляция, в магазинах ничего нет, «а у вас целых два блестящих истребительных конструкторских бюро — „МиГ“ и „Сухой“, вот если вы объедините их, то столько денег для вашего народа сэкономите…».
В ответ на это Симонов заявил следующее:

«Приятно и весьма интересно, что американская пресса интересуется жизненно важными для нас вопросами. Однако вынужден сделать одно небольшое замечание. Американцы считают, что мы сделали в своё время Су-24, конкурируя с „Дженерал Дайнэмикс“ и их бомбардировщиком F-111. Они также убеждены в том, что штурмовик Су-25 мы построили в противовес вашему A-10. А в случае с Су-27 тут и вообще деваться некуда — конкурировали с вашим F-15 „Игл“… Все это — чепуха! Названные самолеты созданы в „ОКБ Сухого“ с одной единственной целью — победить в конкуренции… генерального конструктора Белякова!…»